# Niebowid

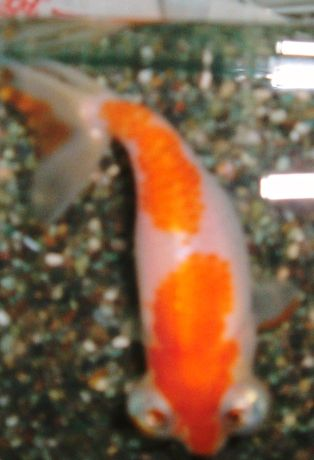

Niebowid – odmiana hodowlana chińskiej populacji złotej rybki wywodzącej się od jednego z podgatunków karasia złocistego – Carassius auratus auratus, w hodowli akwarystycznej popularnie zwanymi welonami.

## Opis
Kształt ciała tej odmiany występuje w dwóch wersjach: krótkim i wydłużonym. Oczy dość duże, skośno skierowane ku górze. Brak jest płetwy grzbietowej, płetwa ogona wydłużona i rozdwojona. Pozostałe płetwy krótkie. Kolorystyka tych ryb jest stosunkowo uboga, najczęściej pomarańczowa. Zdarzają się barwy czerwone lub wielokolorowe.
Ryba wrażliwa na wyższe wartości twardości wody. W wodzie powyżej 20 °n u tych odmian zdarzają się przypadki pękania płetw.
| Zalecane warunki w akwarium | Zalecane warunki w akwarium |
| --------------------------- | --------------------------- |
| Zbiornik                    | duży                        |
| Temperatura wody            | do 24°C                     |
| Twardość wody               | do 15°n                     |
| Skala pH                    | 7                           |
| pokarm                      | żywy                        |